# Масгрейв, Ричард
Ри́чард А́бель Ма́сгрейв (англ. Richard Abel Musgrave; 14 декабря 1910, Кёнигштайн, Гессен — 15 января 2007[…], Санта-Круз, Калифорния) — американский экономист немецкого происхождения, автор концепции мериторных благ.

## Биография
Родился в семье публициста, драматурга и переводчика Курта Абеля-Масгрейва (1860—?), химика по профессии. Дед (крупный лингвист-компаративист и переводчик, профессор Института Гумбольдта в Берлине Карл Абель, 1837—1906) и бабушка были еврейского происхождения, но приняли лютеранство. Мать умерла от лейкоза когда ему было 13 лет и он воспитывался отцом.
Учился в Мюнхенском, Гейдельбергском и Гарвардском университетах. Работал в ряде американских университетов. Заслуженный профессор Гарвардского университета. Национальная налоговая ассоциация (США) ежегодно, начиная с 1999 года, присуждает Премию Масгрейва за лучшую статью, опубликованную в National Tax Journal. Супруга и соавтор Масгрейва — Пегги Бревер Масгрейв (1924—2017) — также является известным экономистом.
Член Национальной академии наук США (1986).